# Калібр

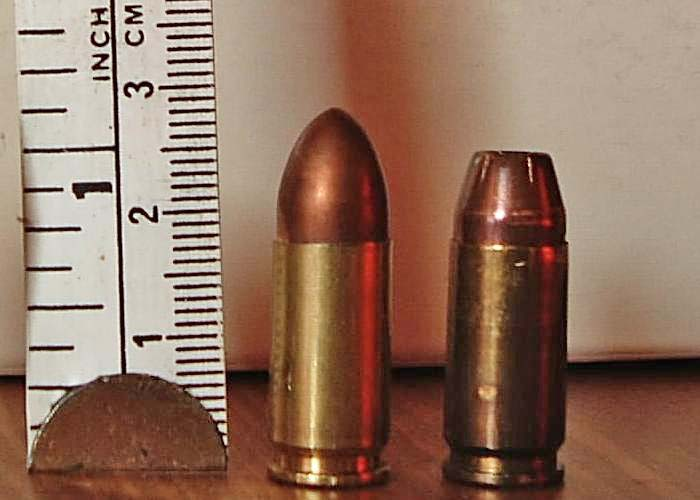
Набої калібру 9 мм

Калібр (від араб. قالب qālib, «форма» через італ. cálibro, «діаметр, розмір») — у військовій справі вимір діаметра ствола вогнепальної або іншої зброї. Є одним із способів стандартизації зброї та набоїв. Для нарізної зброї може визначатись як за відстанню між протилежними полями (виступами) нарізів (стандарти СРСР), так і між протилежними поверхнями дна нарізів (стандарти НАТО). Також для снарядів, мін, бомб може дорівнювати діаметру найбільшого перетину.
У різних системах стандартизації має різне значення. Так, для старовинної гладкоствольної артилерії калібр вимірювався вагою ядра. Наприклад, артилерійська система Грибоваля передбачала озброєння армії гарматами трьох калібрів: 4 фунти, 8 фунтів і 12 фунтів. При цьому залежно від матеріалу ядра його діаметр міг значно коливатись і тому на початку історії гладкоствольної артилерії існували різні таблиці для кам'яних, чавунних та свинцевих ядер, які своєю чергою коливались залежно від прийнятого на той час у даній країні фунту. Коли з'явились нарізні гармати, що стріляли вже не круглими ядрами, а витягнутими снарядами, старий спосіб визначення калібру зберігся, але прийняв досить химерні форми: калібр тепер позначав якби ця гармата стріляла ядрами, то скільки би важило ядро відповідного для цієї гармати діаметра. Згодом від цієї штучної системи поступово відмовились, і калібр зброї визначається діаметром каналу ствола в міліметрах, дюймах, лініях (2,54 мм).

## Нарізна зброя

Стволи різних перерізів та способи вимірювання (A, B) калібру
Гладкоствольна зброя
Нарізна зброя
Полігональна нарізка

Для нарізної зброї існують два основних способи визначення діаметра ствола: вимірюється відстань або між протилежними полями нарізів (А на малюнку), або між протилежними нарізами (В на малюнку), тобто або найменший, або найбільший діаметр порожнини ствола. Спосіб В традиційно використовують у США, спосіб А вважають стандартним і він розповсюджений у решті світу, але завдяки впливу США у світі спостерігається конкуренція обох способів. Наприклад у патрона 9×18 мм ПМ найбільший калібр ствола 9,25 мм і реальний діаметр кулі 9,27 мм, а у набагато поширенішого 9×19 мм Парабелум найбільший діаметр ствола близько 9 мм і діаметр кулі 9,01-9,03 мм. Більше того, можна спостерігати історичну зміну способу визначення нарізів на теренах колишньої Російської імперії. Так всі російські патрони калібром 7,62 мм, тобто 3 лінії, мають однаковий діаметр ствола і однаковий або майже однаковий (зазвичай дещо більший задля обтюрації) діаметр кулі зі всіма світовими 3-лінійними набоями — 7,82-7,9 мм. Калібр у них визначається за найбільшим діаметром ствола. В той же час набагато молодші патрони 5,45×39 мм та 5,45 × 18 мм при тому, що мали б мати метричне позначення 5,4 мм мають реальний діаметр кулі аж 5,62-5,63 мм з чого видно, що калібр у них позначається за найменшим діаметром ствола. У той же час в деяких країнах (наприклад Іспанії) використовують проміжний варіант визначення калібру — відстань між виступом нарізу та протилежним їй заглибленням.
Калібр в країнах, що використовує метричну систему мір, визначається в міліметрах з, якщо це потрібно, двома знаками після коми. Для гармат, зазвичай, позначення калібру округлюють до міліметра. Інколи для гармат позначення калібру округлюють з точністю до 5 міліметрів або навіть з точністю до сантиметра. В країнах, що використовують англійську систему мір, калібр вимірюється в дюймах а для стрілецької зброї в десяткових долях дюйма. Для стрілецької зброї 0 перед позначенням не ставиться, а на початку позначення використовують крапку: .45, .300. При цьому в США для позначення калібрів вітчизняної розробки зазвичай має значення лише 2 знаки після коми і калібр вимірюється в сотих доля дюйма: .25, .32, .40. Калібри закордонного (для США) походження зазвичай мають інші принципи позначення. У Великій Британії калібр вимірюється в тисячних долях дюйма: .303, .375. В той же час слід окремо наголосити, що дюймове позначення калібру дуже часто умовне і не відповідає реальному калібру ствола і може служити лише орієнтиром. Особливо це характерно для короткоствольної зброї. Так, наприклад, і .38 і .357 відповідають калібру 9 мм.
Для авіаційних бомб калібр зазвичай визначається не за діаметром, а за масою залежно від країни у фунтах або кілограмах.
Слід зазначити, що для обтюрації порохових газів типові каліберні боєприпаси нарізної зброї мають максимальний діаметр кулі чи снаряду дещо більший за максимальний внутрішній діаметр ствола.

## Гладкоствольна зброя
Для гладкоствольних мисливських рушниць калібри вимірюються інакше: число калібру означає кількість куль, які можна відлити з 1 англійського фунта свинцю (453,6 г). Кулі при цьому повинні бути сферичні, однакові за масою й діаметром, який рівний внутрішньому діаметру ствола в середній його частині. Чим менше діаметр ствола, тим більше кількість куль. Таким чином дванадцятий калібр більше шістнадцятого, а шістнадцятий більше двадцятого. У той же час стандартизація діаметра стволів гладкоствольної зброї не є строгою і тому залежно від виробника для одного і того ж калібру реальний внутрішній діаметр ствола може дещо коливатись. Наприклад, ствол 12-го калібру має діаметр ствола близько 18,5 мм.
Крім того, для гладкоствольної зброї масово використовують практику зміни діаметра каналу ствола в районі дульного зрізу для регулювання характеру розсіювання шроту. Частіше всього канал ствола дещо звужують — це так званий чок, хоча інколи використовують і розтруб та інші форми зміни діаметра ствола. Також інколи у чоковому звуженні роблять нарізи. Такі стволи мають назву «парадокс» але при довжині нарізної частини менше 140 мм зброя за законами України продовжує вважатись гладкоствольною.
Окрім калібру, набої для рушниць можуть відрізнятись довжиною гільзи та патронника. При цьому, зазвичай, набої з меншою довжиною гільзи можна використовувати в рушницях того ж калібру, але з довшим патронником (але не навпаки). Для 12-го калібру стандартом патронника є 70 мм (2¾ дюйма), хоча існує велика кількість старої зброї з довжиною патронника 65 мм. Вважається, що стрільба з рушниці з патронником 65 мм патроном з гільзою 70 мм допустима але вкрай не рекомендується і допускається лише шротом не максимальної наважки із пластикової гільзи і не для всякої рушниці. Рушниці з патронником 76 мм (3 дюйма) та набої з такою довжиною гільзи називають «Магнум». Також існують набої та зброя під них з довжиною гільзи 89 мм (3½ дюйма), яку називають «Супер-Магнум». Існує думка, що все ж не варто стріляти деякими типами куль з патрона, коротшого за патронник зброї, бо це призводить до ризику перекосу кулі в районі перехідного конуса.

## Класифікація калібрів на теренах колишнього СРСР
По калібру стрілецька зброя поділяється на зброю
- малого калібру. Стрілецька зброя калібру до 6,5 мм включно (пістолет Марголіна, гвинтівки СМ-2, ТОЗ-8/12, автомат АК-74)
- нормального калібру. Стрілецька зброя калібру понад 6,5 до 9 мм (пістолети ТТ, ПМ, снайперська гвинтівка СВД, автомати АК, АКМ, гвинтівка Мосіна)
- великого калібру Стрілецька зброя калібру понад 9 до 20 мм

Розподіл між кулеметом і автоматичною гарматою заведено вважати по 20 мм. Тому, наприклад, 20 мм німецька зенітна гармата Flak 30 вважається артилерійською системою.
Але зустрічається і стрілецька нарізна зброя калібру 20 мм і більше. Зазвичай це так звані «протитанкові рушниці» або «антиматеріальні гвинтівки». У той же час в середовищі розробників зброї малокаліберні, зазвичай автоматичні, гармати калібром до 30 мм включно об'єднують зі стрілецькою зброєю в одну групу малокаліберної зброї. Випадають з цієї класифікації також і гранатомети, їх заведено класифікувати як зброю підтримки.
Поділ артилерії по калібру
За калібром розрізняють гармати малого (20–75 мм), середнього (76–152 мм) та великого (більше 152 мм) калібру.
Поділ зенітної артилерії по калібру
Зенітні гармати класифікуються за калібром : малого — від 20 до 60 мм, середнього — 60—100 мм, великого — понад 100 мм.